# Salvador Viada Vilaseca
Salvador Viada Vilaseca (l'Havana, Cuba, 1843 - Madrid, 1904) fou un jurista, filòleg i polític espanyol, diputat a les Corts Espanyoles durant la restauració borbònica.
Llicenciat en dret, va escriure diversos comentaris al codi penal espanyol de 1874. Fou president de l'Audiència Territorial de Pamplona el 1890, càrrec que deixà per l'Audiència de Madrid i finalment fou nomenat president de sala del Tribunal Suprem d'Espanya. També fou elegit diputat del Partit Liberal Conservador per la circumscripció de Tarragona a les eleccions generals espanyoles de 1891. També va escriure un diccionari de la llengua castellana.